# Liberty (fusée)
Pour les articles homonymes, voir Liberty.

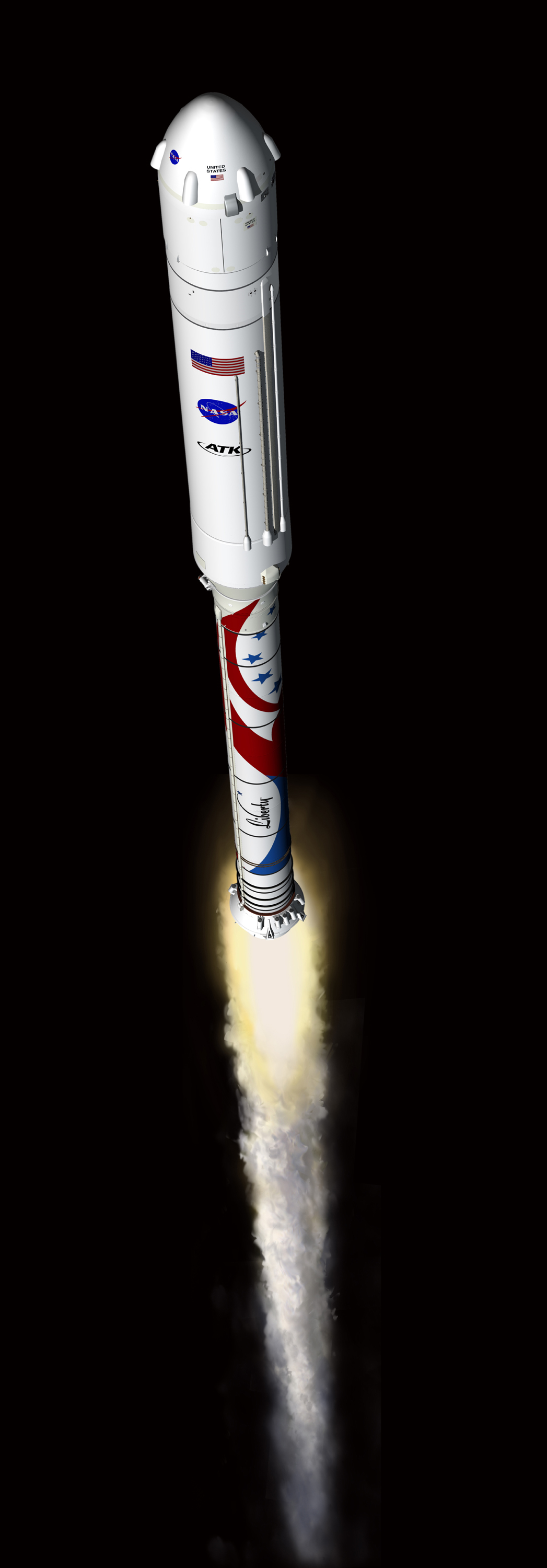
Représentation du Liberty.

Liberty est le concept d'un lanceur spatial proposé en 2011 à la NASA par Alliant Techsystems (ATK) et Astrium, en réponse à la phase 2 du programme CCDev (Commercial Crew Development). Ce programme de la NASA a pour objectif de stimuler le développement de véhicules spatiaux habités, mis en œuvre par le secteur privé, et vers l'orbite basse terrestre (LEO). Le Liberty ne s'est cependant pas concrétisé.
La conception de Liberty est une combinaison :
- d'une partie du projet Ares I abandonné, version à 5 segments du propulseur d'appoint à poudre de la navette spatiale américaine, en tant que premier étage ;
- de l’étage principal cryotechnique (EPC) du lanceur commercial Ariane 5 équipé d'un moteur Vulcain 2, en tant que second étage ;
- d'une capsule habitée, fabriquée par ATK à Iuka (Mississippi).

Le projet consiste à lancer Liberty depuis le Centre spatial Kennedy,.
En mai 2012, le constructeur ATK annonçait que les premiers vols d'essai auraient lieu en 2014 et les premiers vols avec équipage en 2015. Son premier marché est le transfert de personnes vers la station spatiale internationale. Son coût prévu était de 60 millions de dollars américains par lanceur et de 20 millions par siège.